# Olimpijskie Centrum Hokejowe w Eliniko
Olimpijskie Centrum Hokejowe – stadion do hokeja na trawie w Eliniko (aglomeracja Aten), w Grecji. Obiekt został oddany do użytku w 2004 roku. Rozegrano na nim spotkania turnieju hokeja na trawie podczas Letnich Igrzysk Olimpijskich 2004. Obecnie jest nieużywany i niszczeje.
Obiekt powstał na terenie olimpijskiego kompleksu sportowego wybudowanego w miejscu dawnego portu lotniczego, z myślą o Igrzyskach Olimpijskich 2004. Centrum hokejowe zostało ukończone 29 lutego 2004 roku, ale jego oficjalne otwarcie miało miejsce 11 sierpnia 2004 roku, na kilka dni przed igrzyskami. Główny stadion obiektu posiada trybuny mogące pomieścić 7300 widzów. Największa, zadaszona trybuna mieści się po stronie zachodniej, z pozostałych stron boisko otaczają jedynie niskie, niezadaszone trybuny. Poza głównym stadionem w skład kompleksu wchodzą dwa kolejne boiska, jedno, z trybunami na 2100 widzów, i drugie, treningowe. Podczas igrzysk na obiekcie rozegrano spotkania turnieju hokeja na trawie (zarówno mężczyzn, jak i kobiet). Mecze grane były na głównym stadionie i boisku nr 2, trzecie boisko służyło tylko celom treningowym. Podczas zawodów pojemność stadionów meczowych była ograniczona (5200 widzów – stadion główny i 1200 widzów – boisko nr 2). Obiekt był także areną rozgrywania turniejów piłki nożnej pięcioosobowej i piłki nożnej siedmioosobowej podczas Igrzysk Paraolimpijskich 2004. Po igrzyskach obiekt, podobnie jak wiele innych aren wybudowanych z myślą o olimpiadzie w 2004 roku, pozostał nieużywany i popada w ruinę.